# باري كوين
باري كوين (بالإنجليزية: Barry Quinn)‏ (9 مايو 1979 بدبلن في جمهورية أيرلندا - ) هو لاعب كرة قدم أيرلندي في مركز الدفاع. شارك مع منتخب جمهورية أيرلندا تحت 20 سنة لكرة القدم ومنتخب جمهورية أيرلندا لكرة القدم. أما مع النوادي، فقد لعب مع أكسفورد يونايتد وروشدين ودايموندز وكوفنتري سيتي وBrackley Town F.C. ‏.

## وصلات خارجية
- باري كوين على موقع الاتحاد الدولي (مؤرشف)  (الإنجليزية)
- باري كوين على موقع قاعدة بيانات كرة القدم.إي يو (الإنجليزية)
- باري كوين على موقع ناشيونال فوتبول تيمز (الإنجليزية)
- باري كوين على موقع Soccerbase.com (لاعب) (الإنجليزية)
- باري كوين على موقع عالم كرة القدم.نت (الإنجليزية)